# Critics' Choice Award alla miglior canzone
Il Critics' Choice Award alla miglior canzone (Critics' Choice Movie Award for Best Song) è un premio cinematografico assegnato annualmente nel corso dei Critics' Choice Awards (in precedenza noti anche come Critics' Choice Movie Awards).

## Vincitori e candidati
I vincitori sono indicati in grassetto.

### Anni 1990
- 1999: When You Believe, scritta da Stephen Schwartz; eseguita da Sally Dworsky e Michelle Pfeiffer – Il principe d'Egitto (The Prince of Egypt)

### Anni 2000
- 2000: Music of My Heart, scritta da Diane Warren; eseguita da Gloria Estefan e NSYNC – La musica del cuore (Music of the Heart)
- 2001: My Funny Friend and Me, scritta da David Hartley e Sting; eseguita da Sting – Le follie dell'imperatore (The Emperor's New Groove)
- 2002
  - May It Be, scritta da Enya, Nicky Ryan e Roma Ryan; eseguita da Enya – Il Signore degli Anelli - La Compagnia dell'Anello (The Lord of the Rings: The Fellowship of the Ring)
  - Vanilla Sky, scritta ed eseguita da Paul McCartney - Vanilla Sky
  - There You'll Be, scritta da Diane Warren; eseguita da Faith Hill – Pearl Harbor
  - Until..., scritta ed eseguita da Sting – Kate & Leopold
- 2003
  - 8 Mile (Eminem), musica e testo di Marshall Bruce Mathers e Luis Resto – 8 Mile
  - Father and Daughter (Paul Simon), musica e parole di Paul Simon – La famiglia della giungla (The Wild Thornberrys Movie)
  - Hero (Chad Kroeger), musica e parole di Chad Kroeger feat. Josey Scott – Spider-Man
- 2004
  - A Mighty Wind (The Folksmen, Eugene Levy. Catherine O'Hara & The New Main Street Singers), musica e testo di Christopher Guest, Michael McKean e Eugene Levy – A Mighty Wind - Amici per la musica (A Mighty Wind)
  - Man of the Hour (Pearl Jam), musica e parole di Eddie Vedder – Big Fish - Le storie di una vita incredibile (Big Fish)
  - School of Rock (School of Rock), musica e parole di Sammy James Jr. e Mike White – School of Rock
  - The Heart of Every Girl (Elton John), musica e parole di Elton John e Bernie Taupin – Mona Lisa Smile
  - Time Enough for Tears (Andrea Corr), musica e parole di Bono, Gavin Friday e Maurice Seezer – In America - Il sogno che non c'era (In America)
- 2005
  - Old Habits Die Hard – Alfie
  - Accidentally in Love – Shrek 2
  - Believe – Polar Express (The Polar Express)

- 2006
  - Hustle and Flow, musica e testo di Terrence Howard – Hustle & Flow - Il colore della musica (Hustle & Flow)
  - A Love That Will Never Grow Old, musica di Gustavo Santaolalla, testo di Bernie Taupin – I segreti di Brokeback Mountain (Brokeback Mountain)
  - Same In Any Language, musica di I Nine, testo di Nancy Wilson e Cameron Crowe – Elizabethtown (Elizabethtown)
  - Seasons of Love, musica di Rosario Dawson, Taye Diggs, Idina Menzel, Jesse Lamont Martin, Adam Pascal, Tracie Thomas, Wilson Jermaine Heredia ed Anthony Rapp, testo di Jonathan Larson – Rent
  - Travelin' Thru, musica e testo di Dolly Parton – Transamerica (Transamerica)
- 2007
  - Listen – Dreamgirls
  - I Need to Wake Up – Una scomoda verità (An Inconvenient Truth)
  - My Little Girl – Flicka - Uno spirito libero (Flicka)
  - The Neighbor – Shut Up and Sing (Dixie Chicks: Shut Up and Sing)
  - Never Gonna Break My Faith – Bobby
  - Ordinary Miracle – La tela di Carlotta (Charlotte's Web)
- 2008
  - Falling Slowly – Once (Una volta) (Once)
  - Do You Feel Me – American Gangster
  - That's How You Know – Come d'incanto (Enchanted)
  - Come So Far (Got So Far to Go) – Hairspray - Grasso è bello (Hairspray)
  - Guaranteed – Into the Wild - Nelle terre selvagge (Into the Wild)
- 2009
  - The Wrestler – The Wrestler
  - Another Way to Die – Quantum of Solace
  - Down to Earth – WALL•E
  - I Thought I Lost You – Bolt - Un eroe a quattro zampe (Bolt)
  - Jai Ho – The Millionaire (Slumdog Millionaire)

### Anni 2010
- 2010
  - The Weary Kind, musica e parole di Ryan Bingham e T-Bone Burnett - Crazy Heart
  - All Is Love, musica e parole di Karen O and the Kids - Nel paese delle creature selvagge (Where the Wild Things Are)
  - Almost There, musica e parole di Randy Newman - La principessa e il ranocchio (The Princess and the Frog)
  - Cinema Italiano, musica e parole di Maury Yeston - Nine
  - (I Want to) Come Home, musica e parole di Paul McCartney - Stanno tutti bene - Everybody's Fine (Everybody's Fine)

- 2011
  - If I Rise, Dido e Allah Rakha Rahman (scritta da Allah Rakha Rahman, Dido e Rollo Armstrong) – 127 ore (127 Hours)
  - I See the Light, Mandy Moore e Zachary Levi (scritta da Alan Menken e Glenn Slater) – Rapunzel - L'intreccio della torre (Tangled)
  - Shine, John Legend (scritta da John Legend) – Waiting for "Superman"
  - We Belong Together, Randy Newman (scritta da Randy Newman) – Toy Story 3 - La grande fuga (Toy Story 3)
  - You Haven't Seen the Last of Me, Cher (scritta da Diane Warren) – Burlesque
- 2012
  - Life's a Happy Song – I Muppet (The Muppets)
  - Hello Hello – Gnomeo e Giulietta (Gnomeo and Juliet)
  - The Living Proof – The Help
  - Man or Muppet – I Muppet (The Muppets)
  - Pictures in My Head – I Muppet (The Muppets)
- 2013[1]
  - Skyfall – Skyfall
  - For You – Act of Valor
  - Learn Me Right – Ribelle - The Brave (Brave)
  - Still Alive – Paul Williams Still Alive
  - Suddenly – Les Misérables
- 2014[2]
  - All'alba sorgerò - Frozen - Il regno di ghiaccio (Frozen)
  - Atlas - Hunger Games: La ragazza di fuoco (The Hunger Games: The Catching Fire)
  - Happy - Cattivissimo me 2 (Despicable Me 2)
  - Ordinary Love - Mandela: Long Walk to Freedom
  - Please Mr. Kennedy - A proposito di Davis (Inside Llewelyn Davis)
  - Young and Beautiful - Il grande Gatsby (The Great Gatsby)
- 2015[3]
  - Glory - Selma - La strada per la libertà (Selma)
  - Big Eyes - Big Eyes
  - Everything Is Awesome - The LEGO Movie
  - Lost Stars - Tutto può cambiare (Begin Again)
  - Yellow Flicker Beat - Hunger Games: Il canto della rivolta - Parte 1 (The Hunger Games: Mockingjay: Part 1)
- 2016 (Gennaio)[4]
  - See You Again – Fast & Furious 7 (Furious 7)
  - Love Me like You Do – Cinquanta sfumature di grigio (Fifty Shades of Grey)
  - One Kind of Love – Love & Mercy
  - Simple Song #3 – Youth - La giovinezza (Youth)
  - Til It Happens to You – The Hunting Ground
  - Writing's on the Wall – Spectre
- 2016 (Dicembre)[5]
  - City of Stars – La La Land
  - Audition (The Fools Who Dream) – La La Land
  - Can't Stop the Feeling! – Trolls
  - Drive It Like You Stole It – Sing Street
  - How Far I'll Go – Oceania (Moana)
  - The Rules Don't Apply – L'eccezione alla regola (Rules Don't Apply)
- 2018[6]
  - Remember Me – Coco
  - Evermore – La bella e la bestia (Beauty and the Beast)
  - Mystery of Love – Chiamami col tuo nome (Call Me by Your Name)
  - Stand Up for Something – Marcia per la libertà (Marshall)
  - This Is Me – The Greatest Showman
- 2019[7]
  - Shallow - A Star Is Born
  - All the Stars - Black Panther
  - The Place Where Lost Things Go - Il ritorno di Mary Poppins (Mary Poppins Returns)
  - Girl in the Movies - Voglio una vita a forma di me (Dumplin')
  - I'll Fight - Alla corte di Ruth - RBG (RBG)
  - Trip a Little Light Fantastic - Il ritorno di Mary Poppins (Mary Poppins Returns)

### Anni 2020
- 2020[8]
  - Glasgow (No Place Like Home), scritta da Mary Steenburgen; eseguita da Jessie Buckley – A proposito di Rose (Wild Rose)
  - (I'm Gonna) Love Me Again, scritta da Elton John e Bernie Taupin; eseguita da Taron Egerton e Elton John – Rocketman
  - I'm Standing With You, scritta da Diane Warren; eseguita da Chrissy Metz – Atto di fede (Breakthrough)
  - Into the Unknown, scritta da Kristen Anderson-Lopez e Robert Lopez; eseguita da Idina Menzel – Frozen II - Il segreto di Arendelle (Frozen II)
  - Speechless, scritta da Alan Menken e Pasek & Paul; eseguita da Naomi Scott – Aladdin
  - Spirit, scritta da Beyoncé, Ilya Salmanzadeh e Labrinth; eseguita da Beyoncé – Il re leone (The Lion King)
  - Stand Up, scritta da Cynthia Erivo e Joshuah Brian Campbell; eseguita da Cynthia Erivo – Harriet
- 2021[9]
  - Speak Now, scritta da Sam Ashworth e Leslie Odom Jr.; eseguita da Leslie Odom Jr. – Quella notte a Miami... (One night in Miami...)
  - Everybody Cries, scritta da Larry Groupé, Rod Lurie e Rita Wilson; eseguita da Rita Wilson – The Outpost
  - Fight for You, scritta da D'Mile, H.E.R. e Tiara Thomas; eseguita da H.E.R. – Judas and the Black Messiah
  - Husavik (My Home Town), scritta da Fat Gus Max, Rickard Göransson e Savan Kotecha; eseguita da Will Ferrell e My Marianne – Eurovision Song Contest - La storia dei Fire Saga (Eurovision Song Contest: The Story of Fire Saga)
  - Io sì (Seen), scritta da Niccolò Agliardi, Laura Pausini e Diane Warren; eseguita da Laura Pausini – La vita davanti a sé
  - Tigress & Tweed, scritta da Raphael Saadiq e Andra Day; eseguita da Day – The United States vs. Billie Holiday
- 2022[10]
  - No Time to Die, scritta da Billie Eilish e Finneas O'Connell; eseguita da Billie Eilish – No Time to Die
  - Be Alive, scritta da Beyoncé e DIXSON; eseguita da Beyoncé – Una famiglia vincente - King Richard (King Richard)
  - Dos Oruguitas, scritta da Lin-Manuel Miranda; eseguita da Sebastián Yatra – Encanto
  - Guns Go Bang, scritta da Jeymes Samuel, Kid Cudi e Jay-Z; eseguita da Kid Cudi e Jay-Z – The Harder They Fall
  - Just Look Up, scritta da Ariana Grande, Taura Stinson, Kid Cudi e Nicholas Britell; eseguita da Ariana Grande e Kid Cudi – Don't Look Up
- 2023[11]
  - Naatu Naatu, scritta da M. M. Keeravani e Chandrabose; eseguita da Rahul Sipligunj e Kaala Bhairava –  RRR
  - Carolina, scritta ed eseguita da Taylor Swift – La ragazza della palude (Where the Crawdads Sing)
  - Ciao Papà, scritta da Alexandre Desplat, Roeban Katz e Guillermo del Toro; eseguita da Gregory Mann – Pinocchio di Guillermo del Toro (Guillermo Del Toro’s Pinocchio)
  - Hold My Hand, scritta da Lady Gaga e BloodPop; eseguita da Lady Gaga – Top Gun: Maverick
  - Lift Me Up, scritta da Ludwig Göransson, Rihanna, Ryan Coogler e Tems; eseguita da Rihanna – Black Panther: Wakanda Forever
  - New Body Rhumba, scritta da Pat Mahoney, James Murphy e Nancy Whang; eseguita da LCD Soundsystem – Rumore bianco (White Noise)
- 2024[12]
  - I'm Just Ken, scritta da Mark Ronson e Andrew Wyatt; eseguita da Ryan Gosling – Barbie
  - Dance the Night, scritta da Caroline Ailen, Dua Lipa, Mark Ronson e Andrew Wyatt; eseguita da Dua Lipa – Barbie
  - Peaches, scritta da Jack Black, Aaron Horvath, Michael Jelenic, Eric Osmond e John Spiker; eseguita da Black – Super Mario Bros. - Il film (The Super Mario Bros. Movie)
  - Road to Freedom, scritta ed eseguita da Lenny Kravitz  – Rustin
  - This Wish, scritta daJulia Michaels e Benjamin Rice; eseguita da Ariana DeBose – Wish
  - What Was I Made For?, scritta da Billie Eilish e Finneas O'Connell; eseguita da Billie Eilish – Barbie

- 2025[13][14]
  - El Mal (scritta da Clément Ducol, Camille e Jacques Audiard; eseguita da Zoe Saldana, Karla Sofía Gascón e Camille) – Emilia Pérez
  - Beautiful That Way (scritta da Andrew Wyatt, Miley Cyrus e Lykke Li; eseguita da Miley Cyrus) – The Last Showgirl
  - Compress/ Repress (scritta da Trent Reznor, Atticus Ross e Luca Guadagnino; eseguita da Trent Reznor e Atticus Ross) – Challengers
  - Harper and Will Go West (scritta da Sean Douglas, Josh Greenbaum e Kristen Wiig; eseguita da Kristen Wiig) – Will & Harper
  - Kiss the Sky (scritta da Delacey, Jordan K. Johnson, Stefan Johnson, Maren Morris, Michael Pollack e Ali Tamposi; eseguita da Maren Morris) – Il robot selvaggio (The Wild Robot)
  - Mi Camino (Clément Ducol e Camille; eseguita da Selena Gomez) – Emilia Pérez